# Edzard Ernst
Edzard Ernst (Wiesbaden, 30 januari 1948) is een Britse arts van Duitse komaf. Hij is de eerste hoogleraar complementaire geneeskunde in het Verenigd Koninkrijk.
Ernst werd arts in navolging van zijn vader Wolfgang Ernst (1910-1994) die arts in Bad Neuenahr was. Hij verliet in 1993 zijn aanstelling aan de Universiteit van Wenen om aan de Universiteit van Exeter een door Maurice Laing gefinancierde leerstoel complementaire geneeskunde te bemannen. Gebruikmakend van de gebruikelijke methoden van wetenschappelijk onderzoek heeft hij herhaaldelijk de onwerkzaamheid van de door hem onderzochte alternatieve therapieën aangetoond.
In 1999 werd hij Brits staatsburger. Behalve hoogleraar is hij ook journalist; hij is als hoofdredacteur verbonden aan twee medische periodieken. In het verleden schreef hij eveneens columns over alternatieve geneeswijzen voor The Guardian.
Volgens Ernst is het placebo-effect van veel alternatieve behandelingen te verklaren: 

"Mainstream medicine is pretty awful, too. Doctors lack empathy and time. There is plenty of evidence that people using alternative medicine don't even expect effective treatment – they are just looking for a therapeutic relationship. They are not getting it from their GP, so they look for it elsewhere."
(Vertaling: '"De reguliere gezondheidszorg is ook behoorlijk slecht. Artsen ontbreekt het inlevingsvermogen en tijd. Er is zat bewijs dat mensen alternatieve geneeskunst gebruiken en daarbij geen effectiviteit verwachten - ze verwachten louter een therapeutische relatie. Ze krijgen die niet van hun reguliere arts, dus zoeken ze elders."')
— Edzard Ernst

## Werken
- Bekocht of behandeld: de feiten over alternatieve geneeswijzen (2010) (met Simon Singh)

- Bibsys: 1015040
- Bibliothèque nationale de France: cb14629224w (data)
- Catàleg d'autoritats de noms i títols de Catalunya: 981058512966806706
- CiNii: DA13249577
- Gemeinsame Normdatei: 109591607
- International Standard Name Identifier: 0000 0000 7955 994X
- Library of Congress Control Number: n93802563
- Nationale Bibliotheek van Letland: 000194756
- Bibliotheek van het Japanse parlement: 00847696
- Nationale Bibliotheek van Tsjechië: jo2006324932
- Nationale Bibliotheek van Israël: 987008729629805171
- Nationale Bibliotheek van Polen: a0000002477278
- Nederlandse Thesaurus van Auteursnamen: 318670526
- LIBRIS: 284747
- Système universitaire de documentation: 073329932
- Virtual International Authority File: 49479526
- WorldCat: E39PBJxCBPxKpCvVWBY6xKTbVC